# Ouvrage des Sarts
Le fort des Sarts, appelé ensuite l'ouvrage des Sarts, est un fort du système Séré de Rivières, puis est un ouvrage fortifié de la ligne Maginot, situé dans la commune de Mairieux, dans le département du Nord.
C'est un petit ouvrage d'infanterie (de quatrième classe), comptant deux blocs. Construit entre 1935 et 1938, l'ouvrage a été abimé par les combats de mai 1940.

## Position sur la ligne
L'ouvrage des Sarts se trouve au milieu du secteur fortifié de Maubeuge, il forme l'aile gauche de la ligne de résistance protégeant Maubeuge de part et d'autre de la Sambre.
L'ouvrage est flanqué d'une part à l'ouest par la casemate d'intervalle d'Héronfontaine (qui est armée en plus de ses cloches et créneaux d'une tourelle pour une arme mixte et un mortier), d'autre part au nord-est par la casemate de Crèvecœur.
Bien qu'il soit en partie protégé par la tourelle d'Héronfontaine, aucun ouvrage d'artillerie ne couvre l'ouvrage des Sarts de ses tirs.

## Description du fort
L'ouvrage est érigé sur l'ancien fort des Sarts construit en 1878 et détruit lors des combats d'août et septembre 1914.
Tourelle de 75 mm R modèle 1905

## Description de l'ouvrage
Les deux blocs sont reliés par une gaine semi-souterraine (protégée par 2 m de béton).
L'ouvrage devait être complété en second cycle avec une entrée mixte et deux tourelles pour canons de 75 mm. Ces organes restèrent à l'état de projet faute de financement.
Le bloc 1 sert de casemate d'infanterie flanquant vers l'ouest. Il est armé avec un créneau mixte pour JM/AC 47 (jumelage de mitrailleuses et canon antichar de 47 mm), un autre créneau pour jumelage de mitrailleuses, une cloche d'arme mixte, une cloche GFM B (guetteur et fusil mitrailleur) et une cloche lance-grenades.
Le bloc 2 sert de casemate cuirassée d'infanterie. Il est armé avec une tourelle pour deux armes mixtes, une cloche d'arme mixte et deux cloches GFM B (dont l'une sert d'observatoire avec un périscope).

## Histoire
Le marché de la construction est daté du 14 décembre 1934, pour un prix tout compris de 10 500 000 francs de l'époque.
Pendant la bataille de France, les ouvrages et casemates au nord-est de Maubeuge sont attaqués par l'arrière : les forces allemandes ont percé plus au sud près de Solre-le-Château dès le 16 mai 1940 (par la 7. PzD) et la ville de Maubeuge est prise le 18 mai (par une Kampfgruppe de la 5. PzD puis par la 28. ID).
Le 21 mai dans l'après-midi commencent les tirs des canons allemands visant les blocs de l'ouvrage et la casemate voisine d'Héronfontaine. Le 22, après un bombardement par Stukas, les tirs à bout portant mettent successivement hors de combat les tourelles d'Héronfontaine puis celle des Sarts. Les Sturmpionieren lancent alors un assaut pour couronner les dessus, mais ils sont repoussés par les tirs des cloches.
La casemate d'Héronfontaine est abandonnée le soir par son équipage, car ses armes sont détruites.
Le 23, les bombardements reprennent, labourant la façade du bloc 1. Vers 6 h, la tourelle est remise en état et reprend ses tirs pendant une heure, s'éclipsant rapidement après chaque tir, avant d'être bloquée en position intermédiaire par un coup dans la muraille. À 11 h, étant neutralisé, l'ouvrage se rend.

## Accès
L'ouvrage est au milieu de l'ancien fort des Sarts, sur la côte 163, à l'ouest de la route nationale 2 entre Mairieux et Bettignies.